# アリールアシルアミダーゼ
アリールアシルアミダーゼ(Aryl-acylamidase、EC 3.5.1.13)は、以下の化学反応を触媒する酵素である。
アニリド + 水{\displaystyle \rightleftharpoons }カルボン酸 + アニリン
従って、この酵素の基質は、アニリドと水の2つ、生成物はカルボン酸とアニリンの2つである。
この酵素は加水分解酵素、特に鎖状アミドの炭素-窒素結合に作用するものに分類される。系統名は、アリール-アシルアミ アミドヒドロラーゼ(aryl-acylamide amidohydrolase)である。他に、AAA-1、AAA-2、brain acetylcholinesterase、pseudocholinesterase等とも呼ばれる。